# 홍가슴개미

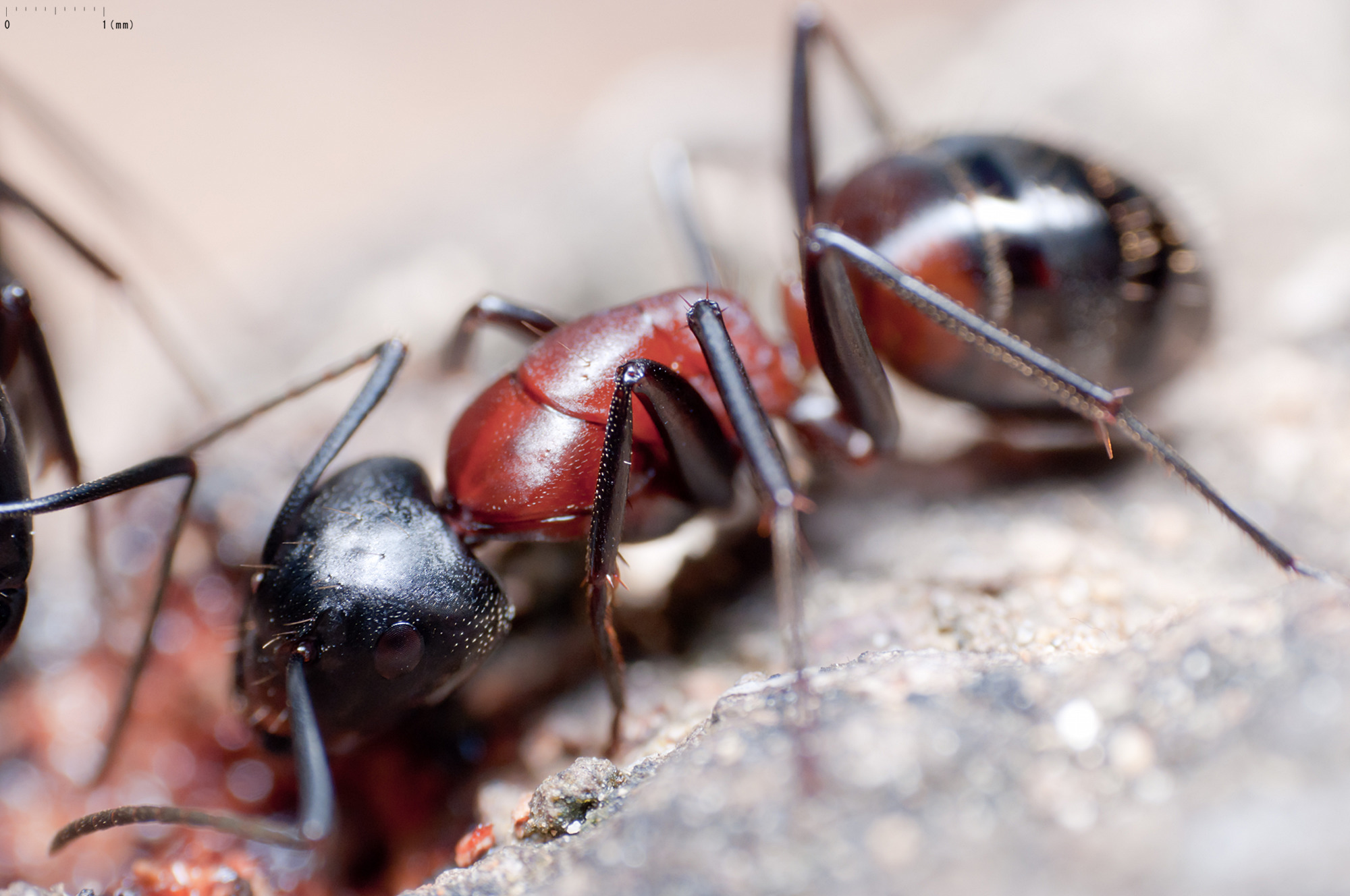

홍가슴개미(학명: Camponotus obscuripes)는 일본과 러시아의 사할린 섬에만 분포하는 개미다. 한국에 널리 서식하는 한국홍가슴개미(Camponotus atrox)와는 근연종 관계다.

## 특징
일개미의 전체적인 색채는 머리와 가슴이 검은색이며 가슴은 밝은 계통의 붉은색을 띤다. 또, 한국홍가슴개미(Camponotus atrox)와 달리, 배 첫째 마디 부분까지도 붉은색이 선명하며 몸길이는 일개미 7~12mm, 여왕개미 대략 18mm 정도로 한국홍가슴개미와 일본왕개미Camponotus japonicus)와 동일하다. 여왕개미는 일본왕개미와 달리 배에 털이 거의 없고 매끈하다. 생태습성은 산지에 서식하여 썩은 나무에 주로 군체를 형성하며, 5~6월에 결혼비행을 한다. 일본의 본토(홋카이도, 혼슈, 큐슈, 시코쿠)에 비교적 널리 흔하게 서식하며, 러시아 사할린 섬에도 매우 적은 개체수가 분포한다. 또, 일본에서 홍가슴개미와 아종관계에 있는 서일본(큐슈, 시코쿠, 킨키지방 일부)에 서식하는 큐슈홍가슴개미(Camponotus hemichlaena)가 있다. 한국에도 과거 기록된 적이 있으나 한국홍가슴개미(Camponotus atrox)를 잘못 기록한 걸로 보인다.
한국에서 홍가슴개미라고 한다면, Camponotus atrox와 Camponotus obscuripes를 모두 가리켜 말하는데 이에 대해 혼동이 있어 Camponotus atrox를 한국홍가슴개미라고 이름 붙이고 Camponotus obscuripes를 홍가슴개미 혹은 일본홍가슴개미라고 부른다. 아직 홍가슴개미란 명칭에 대해 한국에선 혼란스럽다.